# Szépjuhászné vasútállomás
Szépjuhászné vasútállomás a Széchenyi-hegyi Gyermekvasút egyik állomása. Nevét a budakeszi völgyben elhelyezkedő Szépjuhászné nevű területről kapta. 1949-1990 között a Ságvári-liget nevet viselte, melyet Ságvári Endréről kapta.

## Kapcsolódó állomások
A vasútállomáshoz az alábbi állomások/megállóhelyek vannak a legközelebb: (a Vadaspark megállóhely megszűnt.)
- Hárshegy vasútállomás (Hűvösvölgy vasútállomás, Gyermekvasút)
- Vadaspark megállóhely (Széchenyihegy vasútállomás, Gyermekvasút)

## Megközelítés tömegközlekedéssel
- Autóbusz:  22, 22A, 222 (22-es buszcsalád)
- Helyközi autóbusz:  781, 782, 783, 784, 785, 786, 787, 789, 791, 793, 794, 795
- Éjszakai autóbusz:  922